# Knut Wicksell
Johan Gustaf Knut Wicksell, født 20 . december 1851 i Stockholm, Sverige, død 31. maj 1926, var en svensk økonom og politisk aktivist.
Han blev født i Stockholm, hvor hans far var grønthandler. Wicksell gik på det lokale gymnasium, før han i 1869 rejste til Uppsala for at studere filosofi og matematik. Her opnåede han graden cand.mag. med fagkredsen historie, teoretisk filosofi, latin, matematik, nordiske sprog og astronomi.
Wicksell var både en vigtig bidragsyder til udviklingen af økonomisk analyse, som vi kender den i dag, og en af Skandinaviens allerfremmeste økonomer gennem tiderne. Særlig vigtig var han for udformningen af det, vi sædvanligvis omtaler som makroøkonomi. Indenfor pengepolitisk forskning og teori om konjunkturcykler bliver han stadig regelmæssigt citeret.
Fra 1889 var han sambo med den norske kvindesagsforkæmper Anna Bugge Wicksell (1862–1928).